# Meri Arabidze
Meri Arabidze ( georgiano: მერი არაბიძე; nascida em 25 de fevereiro de 1994 em Samtredia, Geórgia) é uma jogadora de xadrez georgiana que detém os títulos FIDE de Mestre Internacional e Grande Mestre Feminina.

## Carreira
Ela conquistou três títulos no Campeonato Mundial Juvenil de Xadrez: feminino sub-10 em 2004, feminino sub-12 em 2005 e feminino sub-18 em 2011.
Arabidze ganhou o título Mestre Fide Feminina (WFM) em 2004, Mestre Internacional Feminina (WIM) em 2009, Grande Mestre Feminina (WGM) em 2012 e Mestre Internacional (IM) em 2014.
Arabidze chegou às quartas de final do Campeonato Mundial Feminino de Xadrez de 2015, após vencer sequencialmente Elisabeth Pähtz, Yaniet Marrero Lopez e Viktorija Cmilyte. Depois ela perdeu para Harika Dronavalli.
Ela fez parte da equipe georgiana que venceu o Campeonato Mundial Feminino de Xadrez por Equipes de 2015. Nesta competição ela também conquistou a medalha de ouro individual no tabuleiro 3.
Em 2023 se tornou Campeã Europeia Feminina de Xadrez.